# Trampes extracel·lulars de neutròfils

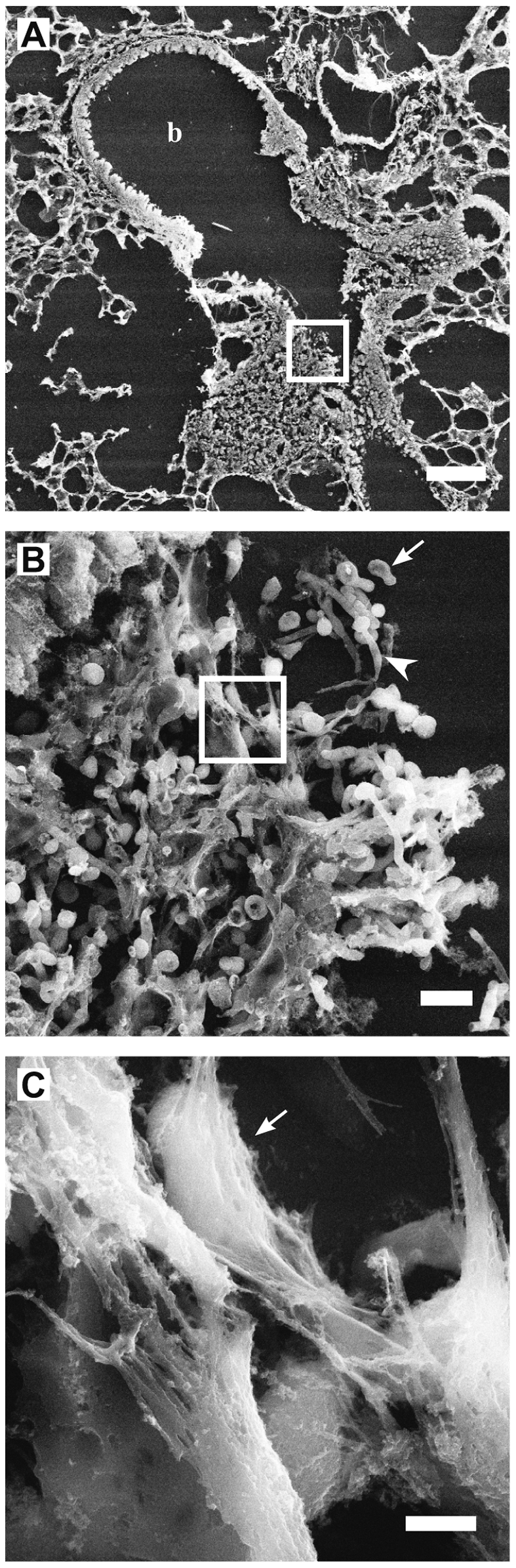
Una imatge de microscopi electrònic de NETs que envolten cèl·lules fúngiques (Candida albicans) en un pulmó de ratolí infectat.

Les NETs (Trampes Extracel·lulars de Neutròfils) són una xarxa de cadenes reticulars extracel·lulars  formades per DNA, histones i proteïnes alliberades pels neutròfils activats, en un procés anomenat NETosi.
Aquestes estructures formen part de la resposta immunitària innata, i la seva funció principal és atrapar microorganismes, evitar-ne la propagació i concentrar els agents antimicrobians al seu voltant. Això afavoreix la destrucció dels patògens  minimitzant el dany a les cèl·lules hoste. A més, aquestes tenen un paper important en malalties autoimmunitàries com el lupus eritematós sistèmic, artritis reumatoide, la psoriasi, i en altres processos no infecciosos com la diabetis o el càncer.

## Estructura i composició
Les NET estan formades per:
- Cromatina descondensada: estructura física de la xarxa extracel·lular on quedaran atrapats els microorganismes. Formada principalment per DNA i proteïnes nuclears com les histones.
- Proteïnes granulars dels neutròfils: es troben dins dels grànuls dels neutròfils i tenen activitat antimicrobiana.
  - Elastasa de neutròfils (NE): serinoproteasa. Participa en la degradació de matriu extracel·lular i en la descondensació de la cromatina durant la NETosis.
  - Mieloperoxidasa (MPO): enzim oxidatiu. Genera espècies reactives d’oxigen (ROS) i ajuda en la descondensació de la cromatina.
  - Proteinasa 3 (PR3): proteasa. Presenta activitat antimicrobiana directa.
- Proteïnes citosòliques
  - Calprotectina: complex de dues proteïnes (S100A8/S100A9) que actua com a agent segregador de nutrients. Té activitat antimicrobiana, ja que quela metalls essencials per la supervivència bacteriana.
  - Lactoferrina: inhibeix el creixement bacterià retirant el ferro necessari per la supervivència dels bacteris.

Cal destacar que la composició de les NETs varia segons l’estímul utilitzat ja que s’ha identificar 330 proteïnes presents en la seva composició però només 74 estan presents en totes les condicions.

## Funcions de les NETs
- Captura i eliminació de patògens: proteïnes presents a les NETs (NE, PR3, CG, etc.) tenen activitat antiviral i poden mitigar de forma eficaç l’agent patogen a concentracions que no afecten a la cèl·lula hoste.[6]
- Modulació de la resposta immunitària: interacció de les NETs amb cèl·lules immunitàries que permet amplificar o mitigar la seva acció.

A més d'aquestes funcions fisiològiques, les NETs poden participar en la presentació d’autoantígens (en el cas de malalties autoimmunitaries, les NETs exposen components nuclears i citoplasmàtics que poden donar lloc a la producció d’autoanticossos) i en processos de trombosis (les NETs poden activar plaquetes i factors de coagulació que afavoreixin a la formació de trombes). 

## NETosi
El concepte NETosi va sorgir gràcies a Steinberg i Grinstein l’any 2007. Aquest terme fa referència al procés immunològic mitjançant el qual els neutròfils alliberen trampes extracel·lulars (NETs) per capturar i destruir patògens. Malgrat aquesta primera definició de NETosi, actualment s’ha descrit  més d’un tipus de NETosi.

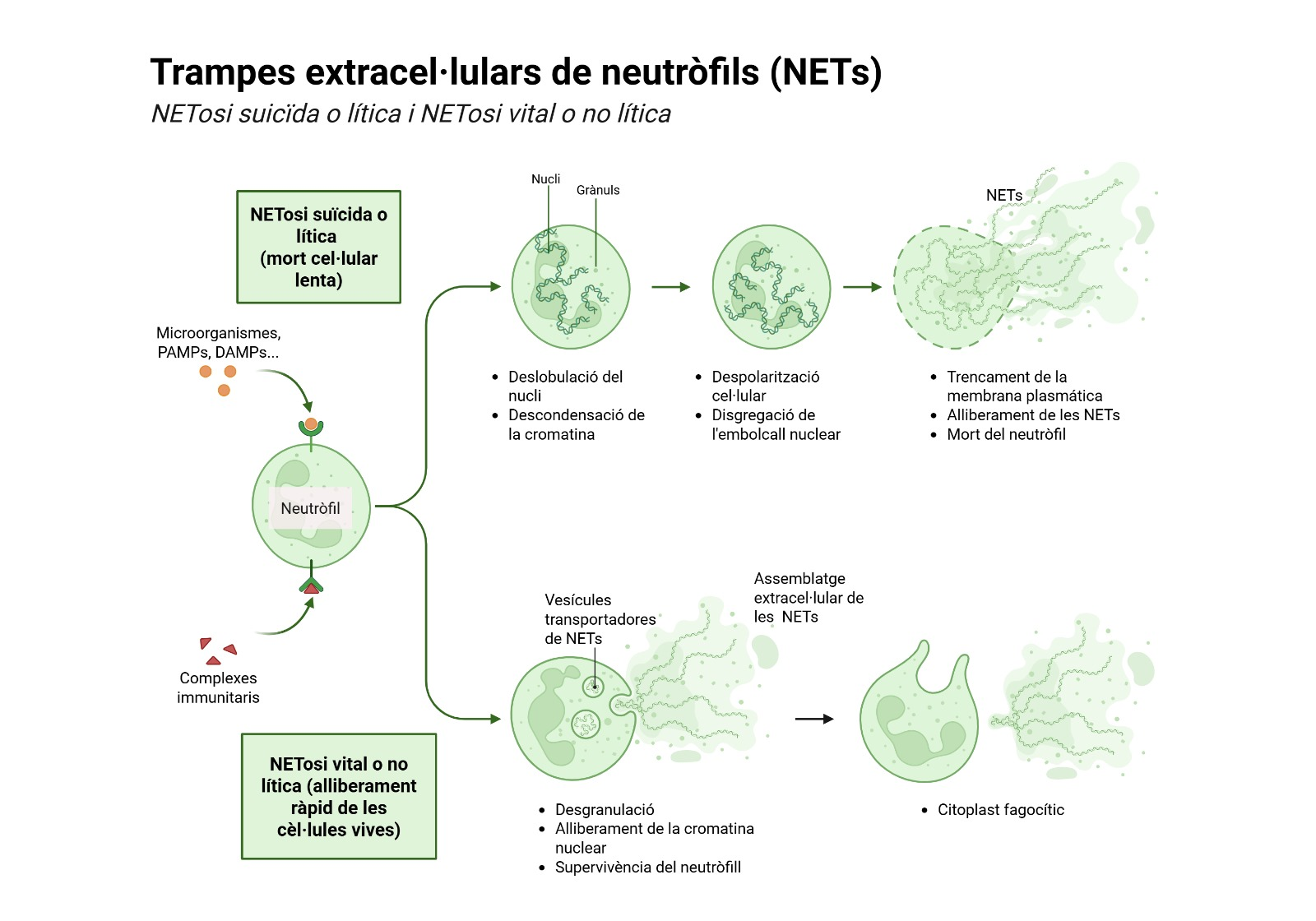
Esquema de les trampes extracel·lulars de neutròfils (NETs) representatiu de les dues vies principals: NETosi suïcida o lítica (amb mort cel·lular) i NETosi vital o no lítica (sense mort cel·lular).
Figura creada amb Biorender.

En primer lloc, la NETosi suicida també coneguda com NETosi lítica o depenent de NADPH oxidasa que implica la mort del neutròfil després de la alliberació de NETs. Aquesta comença amb la descondensació de la cromatina, la deslobulació nuclear, la pèrdua de l’embolcall nuclear i la despolarització de la cèl·lula  i finalment la desintegració de la membrana plasmàtica, comportant  la mort del neutròfil. En aquest cas, la mort es caracteritza per la pèrdua de les membranes intracel·lulars, abans que es perdi la integritat de la membrana plasmàtica.
D’altra banda, la NETosi vital és una forma no lítica de NETosi que implica l’expulsió de la cromatina i l'alliberament de grànuls protèics  que no que en comporta la mort.
La NETosi mitocondrial, en canvi, és un procés ràpid, no letal i regulat per ROS, que implica canals de potassi, SIRT1 i OPA1.
Per tant, en termes generals la NETosi és el procés mitjançant el qual els neutròfils donen lloc a l’alliberament de cromatina i proteïnes comportant o no la mort cel·lular.
S’ha identificat múltiples inductors fisiològics d’aquest procés cel·lular, entre ells les infeccions bacterianes, fúngiques, parasitàries i víriques com el VIH entre altres. D’altra banda, els ROS com el peròxid d’hidrogen, la formació del complex Ag-Ac o el LPS també poden induir la mort per NETosi.

### Canvis morfològics en la NETosi
Per l’alliberament de NET, els neutròfils patiran canvis morfològics, aplanant-se i adherint-se al substrat. Posteriorment la cromatina es descondesarà, el nucli perdrà la seva estructura  i les membranes interna i externa es desprendran una de l’altra mentre els grànuls es desintegren.
Passada una hora, l'embolcall nuclear es disgregarà en forma de vesícules i el nucleoplasma i el citoplasma formaran una massa homogènia.
Finalment, les cèl·lules adquirian una forma arrodonida i es contrauran trencant la membrana  i el  contingut serà alliberat formant  NETs. Malgrat tot, les NET es poden alliberar sense que la cèl·lula trenqui la membrana.

### Via d'activació de la NETosi

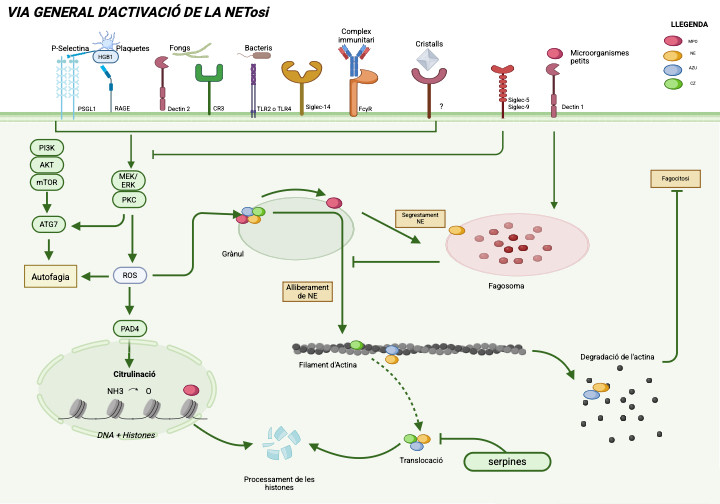
Esquema de la via d’activació de la NETosi, on els neutròfils alliberen cromatina i enzims per formar trampes extracel·lulars (NETs) que atrapen i eliminen patògens.
Figura Creada amb Biorender.

Aquest procés és iniciat per la unió de lligands, com molècules de microorganismes, PAMPS, estímuls endògens, complexos immunitaris, als seus receptors situats a la membrana plasmàtica. Això comporta  l’activació d’una serie de quinases com MEK (MAPK/ERK quinasa), Proteïna-cinasa C (PKC), fosfoinosítid 3-quinasa (PI3K) o la Proteïna-quinasa B (AKT). Malgrat tot, els mecanismes d’activació de NADPH oxidasa per la formació de ROS no es coneixen pràcticament. El principal mecanisme conegut  pel qual s’activa la NADPH oxidasa s'associa a la fosforilació de les seves subunitats mitjançant la proteïna quinasa C (PKC) juntament amb altres quinases com Raf, AKT, MEK  i ERK en el cas d’infeccions causades per Helicobacter pylori o  Entamoeba histolytica. Això comporta que l’enzim es transloqui a la membrana. La cascada de senyalització de Raf-MEK-ERK i PKC estimula la expressió de Mcl-1.
S’ha pogut observar que la PI3K està implicada en l’autofagia i els neutrófils que no presenten la proteïna ATG7 tenen una disminució en l’alliberament de NETs. Tanmateix es coneix que ROS indueix l’autofagia.
La NADPH oxidasa, genera ROS que activa una mieloperoxidasa (MPO) conduint a l’activació  i  translocació de una elastasa (NE) des de grànuls azuròfils  al citosol  fins al nucli dels neutròfils. A més, es dona la degradació del citoesquelet d'actina per bloquejar la fagocitosis. Això comporta que aquestes dues proteïnes s’encarreguin de la proteolisi de les histones i la descondensació de la cromatina.
Una altra proteïna important en la NETosi és la proteïna DEK ja que pot tenir una funció similar a la proteïna MPO en la descondensació de la cromatina.
La proteïna arginina deiminasa tipus 4 (PAD4) és un enzim nuclear que citrul·lina els residus d'arginina de les histones, convertint els grups amines en cetones suposant una modificació de la cromatina que implica la descondensció. Es pensa que per a que PAD4 pugui actuar correctament es necessita un ambient reductor però alhora la inhibició de la NADPH oxidasa disminueix la seva activitat i s’ha vist que mitjançant peròxid d’hidrogen i calci aquesta és activa. Això, ha portat a concloure que la acció de PAD4 probablement es  doni posteriorment a la senyalització de ROS i Ca2+. Tot i això encara no es coneix  si la citrul·linació d’histones es pot donar  independentment que NE estigui activa.
Pel que fa a la supressió de la NETosi, la Dectina 1, un receptor fagocític inhibeix la NETosi al entrar en contacte en microorganismes petits promovent la formació d’un fagosoma que recluta la NE a dins del nucli.  D’altra banda, receptors com Siglec-5 i Siglec-9 també suprimeixen la NETosi inhibint la generació de ROS inhibint l’activació de PKC.

### Via degradació NETs
Durant una infecció les NETs es mantenen on han estat alliberades durant diversos dies i aquestes són eliminades mitjançant la DNAasa I (nucleasa plasmàtica) que degrada el  DNA per una posterior fagositosi dels macròfags. Malgrat tot, encara no es coneix com es dona l’eliminació de les proteïnes, donat que  persisteixen una vegada desapareix el DNA  fet que indueix a pensar que  són degradades per mecanismes addicionals  no coneguts.

### Tipus de NETosi
Dins la NETosi trobem tres subtipus, les diferències principals dels quals són: l’estímul iniciador, el temps de resposta, la capacitat funcional dels neutròfils i el mecanisme de generació de les NETs.

#### NETosi vital
La NETosi vital és aquella que no implica la mort cel·lular i permet conservar les funcions de quimiotaxi i fagocitosi del neutòfil mentre forma la xarxa. Aquest tipus de NETosi s’observa davant l'estimulació mitjançant patrons moleculars microbials específics reconeguts pels receptors de reconeixement de patrons de la cèl·lula hoste, com és el cas del LPS dels bacteris gramnegatius. Aquesta via presenta una resposta ràpida permetent el control i contenció d’infeccions locals. La resposta està mediada per vies com TLR4 (en gramnegatius mitjançant interacció amb plaquetes) o TLR2 i el receptor del complement CR3 (en infeccions grampositives) destacant el fet que presenta una resposta independent de ROS. Un altre factor diferencial és el mecanisme d’alliberament del DNA, que es realitza mitjançant la formació de vesícules amb contingut de DNA descondensat i proteïnes nuclears, que són excretades sense que es perfori la membrana plasmàtica del neutòfil.

#### NETosi suïcida
La NETosi suïcida és aquella on el neutòfil mor per lisi, amb la consegüent pèrdua de funcionalitat. Aquesta pot ser estimulada per IL-8, PMA o endotoxines bacterials i genera una resposta més lenta, però més persistent. El mecanisme d’alliberament de NETs està mediat per la via Raf-MEK-ERK, la qual activa NADPH oxidasa promovent la generació de ROS. Aquesta, al seu torn, indueix la translocació de l'elastasa neutrofílica i PAD4 al nucli, on l’elastasa promou la descondensació de la cromatina mitjançant l'escissió d’histones i PAD4 la citrul·linació de la histona H3 esencial per la descondensació, mentre que la MPO contribueix a la desorganització de l’embolcall nuclear. Aquest procés genera una càrrega intracel·lular que culmina amb la ruptura de la membrana plasmàtica i la mort cel·lular.

#### NETosi mitocondrial
La NETosi mitocondrial és aquella on no s'utilitza DNA nuclear sinó, DNA mitocondrial. Aquestes NETs es poden alliberar ràpidament  després de l’exposició dels neutròfils a LPS, GM-CSF, C5a o bacteris com S. aureus. Aquest procés no provoca la mort cel·lular, però no es pot considerar NETosi vital perquè està regulada per ROS la qual és una caracteristica de la NETosi suicida. L'obertura dels porus mitocondrials és promoguda per canals de potassi activats per calci, i altres proteïnes com SIRT1, així mateix OPA1 facilita l’organització dels microtúbuls i la fusió de membranes per exportar el DNA. Aquest tipus de NETs s’ha detectat en pacients amb lesions òssies o després de cirurgies.

## NETs i malalties

### NETs i càncer
Inicialment es considerava que les trampes extracel·lulars de neutròfils (NETs) eren un mecanisme de defensa contra patògens, actualment se sap que també poden jugar un paper important en el desenvolupament i la progressió del càncer.
Aquestes poden crear un microambient tumoral que afavoreix al creixement i la disseminació de les cèl·lules canceroses. Les NETs poden actuar com a “xarxa de captura” atrapant cèl·lules tumorals circulants, facilitant-ne l'adhesió a l'endoteli i la colonització d'òrgans distants, participant en la metàstasi. A més, enzims presents en les NETs, com la catepsina G i la metal·loproteinasa MMP-9, poden estimular la proliferació de cèlules tumorals alliberant factors com l’IGF-1 i el VEGF. A més, poden afavorir la transició epitelilal-mesenquimal (EMT) i contribuir a la disfunció de les cèlules T dificultant la resposta immune.
S'ha observat que nivells elevats de NETs en pacients amb càncer s'associen amb un pitjor pronòstic i  complicacions com la trombosi o la fallida orgànica. Per aquest motiu, es considera la NETosi com a possible diana terapèutica.  Algunes de les propostes són l’ús de DNAses per degradar les NETs, inhibidors de la NADPH oxidasa o l’enzim PAD4, i la combinació amb tractaments immunoterapèutics, com els inhibidors de PD-1 o CTLA-4, amb l’objectiu de millorar-ne l’eficàcia i reduir la resistència dels tumors.

### NETs i diabetis
En persones diabètiques amb hiperglucèmia persistent, s’ha observat una activació excessiva dels neutrofils, que alliberen NETs  descontroladament. Això s’associa a diferents complicacions com seria la retinopatia diabètica, la nefropatia diabètica,el retard de la cicatrització o  l’aterosclerosi, ja que les NETs poden promoure la inflamació vascular i la formació de plaques, augmentant el risc cardiovascular en persones amb diabetis. La hiperglucèmia pot induir la producció de radicals lliures d’oxigen (ROS) a través de l’activació de la NADPH oxidasa, promovent la formació de NETs.
Diverses molècules relacionades amb la NETosi poden dificultar la reparació de ferides en pacients diabètics. PAD4, es troba sobreexpressada en neutròfils en pacients diabètics fet que  retarda la cicatrització de manera que l’ús d’inhibidors de PAD4 o DNAses la pot millorar. Pel que fa a l'elastasa, aquesta destrueix la part de la matriu extracel·lular i s’ha observat que està més present en ferides que no cicatritzen.
L’activació de la proteïna quinasa C, i particularment la  isoforma PKC-β, està estretament relacionada amb complicacions vasculars en pacients diabètics. Nivells elevats de PKC-β en mostres de sang de persones amb úlceres de peu diabètic, s'associen a una major activitat NETòtica. El ruboxistaurin, un inhibidor selectiu de PKC-β, ha demostrat resultats positius reduint la formació de NETs i contribuint a la cicatrització de ferides.
En la retinopatia diabètica, s’ha detectat nivells elevats de NETs i una major presència de neutròfils a la retina, afavorint-ne la inflamació i el dany vascular. Per contra, altres autors suggereixen que les NETs també podrien contribuir a la regeneració eliminant vasos patològics. El tractament amb anti-VEGF redueix la presència de NETs a la zona afectada.
També s’ha relacionat la NETosi amb l’aterosclerosi. Les NETs poden activar les cèl·lules endotelials i afavorir la formació de plaques. En ratolins modificats genèticament, l’absència d’enzims com NE i PR3 redueix  notablement la formació d’aquestes plaques. A més, factors com el colesterol oxidat o les LDL oxidades poden estimular la NETosi a través de la producció de radicals lliures i de la interacció amb receptors immunitaris específics.

### NET i malalties autoimmunes sistèmiques
Les malalties autoimmunes sistèmiques, com l’artritis reumatoide, el lupus eritematós sistèmic o la vasculitis associada a ANCA, es caracteritzen per una desregulació del sistema immunitari que condueix a la producció d’autoanticossos i inflamació crònica. S'ha observat que el sistema immunitari innat juga un paper important en aquestes malalties, especialment la formació de NET com un estat d’activació dels neutròfils associats a l'autoimmunitat.
La formació excessiva de NETs i l'activació desregulada de les cèl·lules del sistema immunitari poden tenir efectes perjudicials i estar implicades en el desenvolupament de diverses malalties inflamatòries d'origen immunitari.
En l’artritis reumatoide (AR), s’ha vist que els neutròfils activats tenen un paper important i les NETs que generen poden actuar com a autoantígens, afavorint la resposta autoimmune. 
Pacients amb AR presenten una major formació espontània de NETs, especialment en presència d’autoaintocossos com els ACPA. Aquestes estructures contribueixen a la continuïtat de la inflamació, la citrul·linació de proteïnes i al deteriorament ossi. Actualment s’investiguen com a possibles biomarcadors per valorar l’activitat de la malaltia i la resposta als tractaments.
La persistència de les NET i la falta de l’eliminació d’aquestes, contribueix a la inflamació perllongada i a la prolongació de la malaltia. Així doncs, una regulació adequada de les NET’s es essencial per mantenir l’homeòstasi del sistema immunitari.